# Kent State-bloedbad

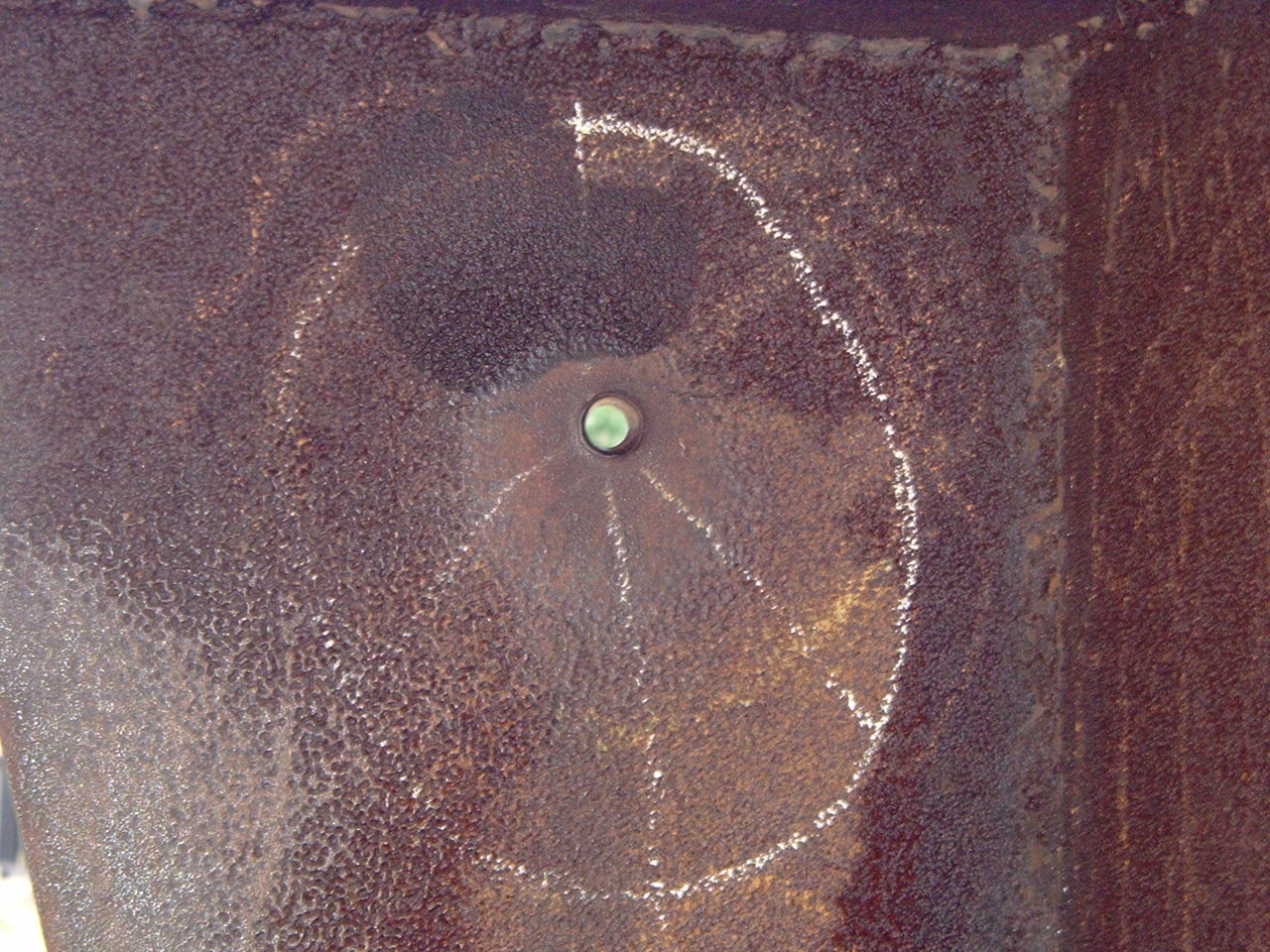
Kogelgat in een sculptuur van Don Drumm, veroorzaakt door een kogel van de Nationale Garde

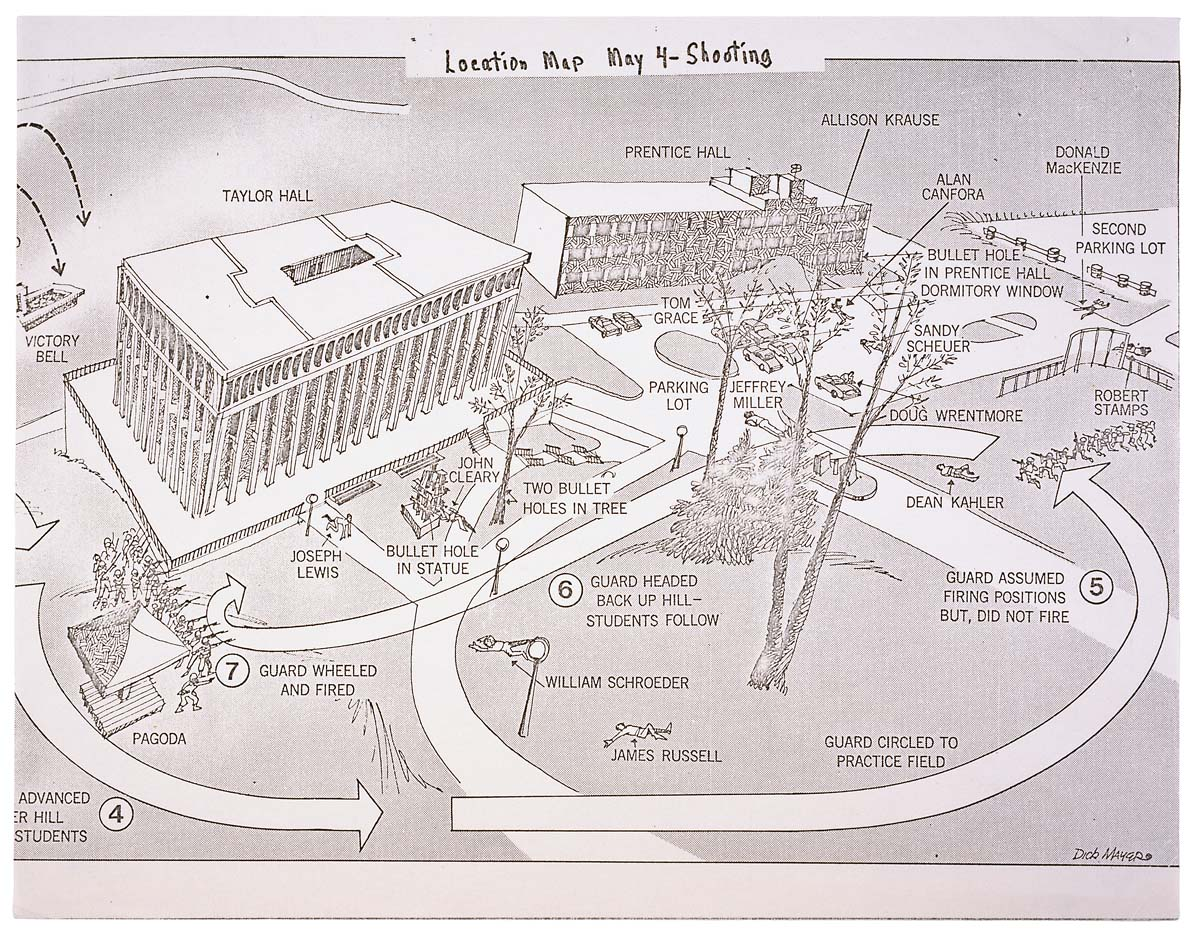
Overzicht van de schietpartij door de presidentiële onderzoekscommissie

Met het Kent State-bloedbad worden de gebeurtenissen van 4 mei 1970 op de Kent State University bedoeld.
Op die dag werden op de campus van de staatsuniversiteit te Kent, Ohio, vier studenten doodgeschoten door leden van de Nationale Garde. Het betrof Allison Krause (19), Jeffrey Miller (20), Sandra Scheuer (20) en William Schroeder (19). Negen andere studenten raakten gewond, een van hen raakte verlamd.
De campus was al sinds 1 mei het toneel van studentendemonstraties tegen de voortdurende Vietnamoorlog. De bevolking van de Verenigde Staten was sterk gepolariseerd. Een directe aanleiding voor het studentenprotest was de aankondiging door president Richard Nixon op 30 april 1970 dat Amerikaanse troepen naar Cambodja gestuurd zouden worden om daar de Zuid-Vietnamese invasie te steunen. Dit werd door velen opgevat als een escalatie van de Vietnamoorlog. Om de onrust op de campus te bedwingen werd de Nationale Garde erbij geroepen. Na diverse confrontaties tussen studenten en gardisten trok de Nationale Garde zich terug en leek de confrontatie voorbij. Rond 12.25 uur draaiden 28 leden van de Nationale Garde zich plotseling om en vuurden gezamenlijk 67 kogels af richting een groep van ongeveer vijftien ongewapende studenten.
Enkele uren na de schietpartij werd de universiteit van Kent State gesloten. Er volgde een algemene staking van studenten die vele universiteiten en colleges sloot. De campus van Kent State bleef zes weken dicht.
Op 13 juni 1970 formeerde Nixon de President's Commission on Campus Unrest. Deze commissie moest de uitgebroken staking, de onlusten en het geweld op universiteiten in de hele Verenigde Staten onderzoeken. Ook de gebeurtenissen in Kent werden onder de loep genomen. In het rapport van de commissie, dat in september 1970 werd gepresenteerd, werd de schietpartij op Kent State als niet te rechtvaardigen beoordeeld.
De Canadese zanger Neil Young schreef een protestlied over de gebeurtenissen, getiteld Ohio. Het lied Student demonstration time van The Beach Boys gaat eveneens over het bloedbad op Kent State. Ook The Knife van Genesis, op hun album Trespass, heeft aan het slot passages die aan deze gebeurtenis refereren.